# Billy Halop

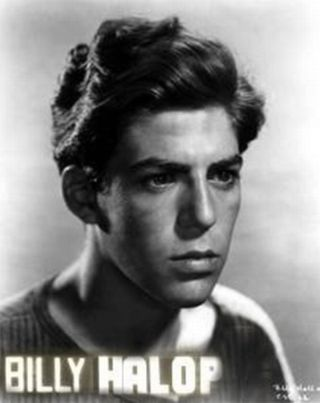
Billy Halop

William Halop (New York, 11 februari 1920 – Brentwood (Californië), 9 november 1976) was een Amerikaans acteur die vooral bekend is geworden door zijn rol als Bert Munson in All in the Family.

## Levensloop
De showbusinesscarrière van Halop begon al in de jaren twintig met radiowerk. Daarna deed hij toneelwerk op Broadway. Voor de filmversie van het stuk Dead End werd de gehele Broadway-cast, inclusief Halop, gecast. De film werd een enorme hit, eind jaren dertig. Halop en de andere castleden om een hele serie films op te nemen. Haley verliet de groep begin jaren veertig om eigen succes te vinden, maar kreeg alleen rollen in B-films. Zijn carrière haperde ook door huwelijksproblemen en financiële problemen.
Ook een levenslange strijd tegen alcoholisme was niet bevorderlijk voor zijn carrière.
In 1946 trouwde hij voor het eerst, met Helen Tupper. Al in 1947 scheidden ze weer. In 1948 trouwde Halop met Barbara Hoon, 10 jaar later ging het stel uit elkaar. Zijn derde en laatste vrouw, Suzanne Roe, trouwde hij in 1960. Roe leed aan multiple sclerose en de vaardigheden die Halop leerde toen hij zijn vrouw verzorgde, zorgden ervoor dat hij vast werk kreeg als verpleger bij het St. John's Hospital in Malibu. In 1967 scheidde hij ook van zijn derde vrouw.
Midden jaren vijftig werkte hij als verkoper van droogmachines en werd zelfs tot meest creatieve verkoper in de VS gekozen.
Tegen het einde van zijn leven kreeg hij een rol in All in the Family. Hij speelde Bert Munson, eigenaar van het taxi-bedrijf waar Archie Bunker parttime werkte. Zijn laatste jaren verdiende hij tevens bij als verpleger. Halop overleed aan een hartaanval en werd begraven op Mount Sinai Memorial Park te Los Angeles.

## Filmografie
- All in the Family televisieserie - Bert Munson (9 afl., 1971-1976)
- The Phantom of Hollywood (televisiefilm, 1974) - Studio Engineer
- O'Hara, U.S. Treasury televisieserie - Bart (Afl., Operation: Bandera, 1971)
- Bracken's World televisieserie - Pat, projectionist (Afl. onbekend, 1969-1970)
- Land of the Giants televisieserie - Harry the Bartender (Afl., Our Man O'Reilly, 1969)
- Adam-12 televisieserie - Judge Perkins (Afl., Log 123: Courtroom, 1969)
- Gomer Pyle, U.S.M.C. televisieserie - Attendant (Afl., A Dog Is a Dog Is a Dog, 1968)
- Fitzwilly (1967) - Restaurant owner (Niet op aftiteling)
- Gunsmoke televisieserie - Bartender (Afl., Stranger in Town, 1967)
- Gunsmoke televisieserie - Barney (Afl., The Returning, 1967)
- Gunsmoke televisieserie - Bartender (Afl., My Father, My Son, 1966)
- Mister Buddwing (1966) - 2nd Cab Driver
- The F.B.I. televisieserie - Manager (Afl., To Free My Enemy, 1965)
- Gomer Pyle, U.S.M.C. televisieserie - Hawkins (Afl., Sergeant of the Guard, 1965)
- The Andy Griffith Show televisieserie - Charlie (Afl., Opie and the Carnival, 1964)
- Vacation Playhouse televisieserie - Soldier #2 (Afl., Papa G.I., 1964)
- Perry Mason televisieserie - Barman (Afl., The Case of the Antic Angel, 1964)
- A Global Affair (1964) - Cab Driver
- Move Over, Darling (1963) - Seaman (Niet op aftiteling)
- The Fugitive televisieserie - Mike (Afl., Terror at High Point, 1963)
- The Andy Griffith Show televisieserie - Tiny (Afl., The Big House, 1963)
- Perry Mason televisieserie - Man (Afl., The Case of the Elusive Element, 1963)
- The Wheeler Dealers (1963) - Subpoena Server (Niet op aftiteling)
- For Love or Money (1963) - Elevator Operator
- The Courtship of Eddie's Father (1963) - Milkman (Niet op aftiteling)
- I'm Dickens, He's Fenster televisieserie - Attendant (Afl., Mr. Takeover, 1963)
- Boy's Night Out (1962) - Elevator Operator (Niet op aftiteling)
- Perry Mason televisieserie - Corbett (Afl., The Case of the Lonely Eloper, 1962)
- The New Breed televisieserie - Rol onbekend (Afl., Walk This Street Lightly, 1962)
- 77 Sunset Strip televisieserie - Tim Acton (Afl., The Space Caper, 1961)
- Dead or Alive televisieserie - Hotel Clerk (Afl., Mental Lapse, 1960)
- Richard Diamond, Private Detective televisieserie - Charlie Cole (Afl., Two for Paradise, 1959)
- Highway Patrol televisieserie - Steve Dorn (Afl., Desperate Men, 1959)
- Air Strike (1955) - Lt.Cmdr. Orville Swanson
- The Jack Benny Program televisieserie - Rol onbekend (Afl., Entire Cast Show, 1954)
- Your Favorite Story televisieserie - Rol onbekend (Afl., Lady and the Law, 1954)
- Robert Montgomery Presents televisieserie - Rol onbekend (Afl., The Pale Blonde of Sand Street, 1954)
- The Cisco Kid televisieserie - Cass Rankin (Afl., Bullets and the Booby Trap, The Fugitive, 1953)
- Your Favorite Story televisieserie - Rol onbekend (Afl., Turtle Island, The World Beyond, 1953)
- Boston Blackie televisieserie - Johnny Evans (Afl., The Heist Job, 1953)
- The Unexpected televisieserie - Rol onbekend (Afl., Born Again, 1952)
- Racket Squad televisieserie - Salesman (Afl., Accidentally on Purpose, 1952)
- Too Late for Tears (1949) - Boat attendant (Niet op aftiteling)
- Challenge of the Range (1949) - Reb Matson
- Dangerous Years (1947) - Danny Jones
- Gas House Kids (1946) - Tony Albertini
- Mug Town (1943) - Tommy Davis
- Junior Army (1942) - James 'Jimmie' Fletcher
- Tough As They Come (1942) - Tommy Clark
- Junior G-Men of the Air (1942) - Billy 'Ace' Holden
- Blues in the Night (1941) - Peppi
- Sea Raiders (1941) - Billy Adams
- Mob Town (1941) - Tom Barker
- Hit the Road (1941) - Tom
- Sky Raiders] (1941) - Tim Bryant
- Give Us Wings (1940) - Tom
- Junior G-Men (1940) - Billy Barton
- You're Not So Tough (1940) - Tommy Abraham Lincoln
- Tom Brown's School Days (1940) - Flashman
- Call a Messenger (1939) - Jimmy Hogan
- On Dress Parade (1939) - Cadet Maj. Jack Rollins
- Dust Be My Destiny (1939) - Hank Glenn
- The Angels Wash Their Faces (1939) - William R. 'Billy' Shafter
- Hell's Kitchen (1939) - Tony Marco
- You Can't Get Away with Murder (1939) - John 'Johnny' Stone
- They Made Me a Criminal (1939) - Tommy
- Angels with Dirty Faces (1938) - Soapy
- Little Tough Guy (1938) - Johnny Boylan
- Crime School (1938) - Frank 'Frankie' Warren
- Dead End (1937) - Tommy Gordon

- Gemeinsame Normdatei: 1012942767
- International Standard Name Identifier: 0000 0001 2028 9874
- Library of Congress Control Number: n85378832
- SNAC: w6t73mr4
- Virtual International Authority File: 77779967
- WorldCat: E39PBJwHp8byTCWgWM6ymM8V4q